# Chirurgie de la main
Issue de la chirurgie de l'appareil locomoteur, c'est-à-dire de la chirurgie des os et des articulations, la chirurgie de la main est devenue une spécialité à part entière, car la main est un univers chirurgical qui nécessite des connaissances en orthopédie, en chirurgie plastique, et en micro chirurgie. Comme elle intervient dans toutes les actions humaines, elle est concernée au premier chef par les traumatismes de toutes sortes. Les techniques chirurgicales sont devenues au fil du temps de plus en plus complexes et particulières, du fait de l'intervention de chirurgiens considérés comme des pionniers et reconnus comme tels par leurs pairs et les sociétés savantes qui les représentent.

## Reconnaissance internationale
La chirurgie de la main a acquis sa majorité et sa représentativité sur le plan international, grâce à la fédération internationale des sociétés de chirurgie de la main (International Federation of Societies for the Surgery of the Hand, dont le sigle est I.F.S.S.H.). 
Créée en 1966, elle se réunit tous les trois ans dans la capitale d'une des sociétés nationales, pour donner aux chirurgiens de la main du monde entier une tribune afin de faire connaître leurs travaux. Elle fait donc autorité en ce domaine, ce qui lui permet aussi de reconnaître les membres éminents d'une société nationale, qu'elle honore du titre de « pionnier de la chirurgie de la main ». Pour le chirurgien qui est ainsi reconnu, c'est un honneur équivalent au prix Nobel, dans sa spécialité. Depuis le congrès de Tokyo en 1986, l'I.F.S.S.H. a honoré de ce titre envié 123 chirurgiens de la main. La liste complète est consultable sur le site de l’IFSSH.
Parmi tous ces heureux élus, citons les plus prestigieux : J. William Littler*, Erik Moberg*, Marc Iselin*, Raoul Tubiana, Claude Verdan*, Harold E. Kleine, Kenya Tsuge, James M. Hunter, Ezio Morelli, Jacques Michon, Alfred B. Swanson, Eduardo A Zancolli, James Harold Dobyns, Dieter Buck-Gramcko Giorgio Brunelli, Hanno Millesi, Ronald L Linscheid, Ramaswami Venkataswami, Yasuo Yamauchi, John Hueston, Renzo Mantero, Edward A. Nalebuff, James W. Strickland et Julio Taleisnik.
Sur le plan statistique, nous constatons l'importance du contingent anglophone qui représente 48 %, avec une majorité d'Américains. Les Européens figurent pour 22,5 %, les Asiatiques pour 13 %. Les hispanophones ne sont que 6,45 %. Il n'y a pas encore de pionniers russes, ni chinois, mais cela ne saurait tarder, vu l'évolution des relations internationales.

## Pionniers français
Ils ne sont que quatre. Ce sont : 
- Marc Iselin (IFSSH.1986). Il fut l'un des premiers en France à s'intéresser à la chirurgie de la main dès 1925. Il a écrit l'un des premiers livres sur le sujet : Chirurgie de la main. Livre du praticien. Fort de ses recherches et de son expérience, il a institué une unité de chirurgie de la main à l'hôpital de Nanterre. Il devint consultant à l'hôpital américain de Paris, et fut invité à opérer en ex-URSS une sommité dont il n'a jamais connu l'identité. Dans le cadre de son service, il a développé la recherche et l'enseignement sous forme de cours bisannuels d'une semaine pour les chirurgiens de toute l'Europe. Membre de l'académie de chirurgie, il participa dès sa création en 1963 au G.E.M. (groupe d'études de la main, devenu depuis la société française de chirurgie de la main)[4] dont il fut le deuxième président. Son œuvre a été poursuivie par son fils François Iselin et beaucoup de ses nombreux élèves…
- Raoul Tubiana (IFSSH.1986). Tout juste nommé interne des hôpitaux de Paris, il a « traversé » la seconde guerre mondiale, en tant que chirurgien, d'abord en Algérie, dans les forces françaises libres, puis en Corse où il opère les blessés de l'île d'Elbe. Débarqué à Toulon, il suit la première armée jusqu'à Paris. Pendant cette période mouvementée, il enrichit sa culture chirurgicale auprès des grands noms de la chirurgie anglo-américaine, comme Converse, Bunnel, Pulvertaft, Littler, et aussi auprès des maîtres européens comme Bœhler, Putti, Seddon… La guerre terminée, il a ainsi été immédiatement intégré dans le service d’orthopédie créé à l’hôpital Cochin[5] par le Pr. Merle d'Aubigne.
Fort de son expérience en chirurgie traumatologique, plastique, vasculaire et nerveuse, il s'est consacré, au sein du service, à une toute nouvelle spécialité : la chirurgie de la main. Il y a introduit la pratique de la micro chirurgie. Il est l'auteur de très nombreux travaux publiés seul ou avec ses élèves et collaborateurs. Il est également l'auteur de nombreux livres, dont un livre collectif en six tomes, qui fait autorité : Traité de chirurgie de la main. Il s'intéresse à la maladie de Dupuytren, et aussi, particulièrement, à la pathologie de la main des musiciens : il est ainsi devenu le spécialiste dans ce domaine. Fondateur de « l’institut français de la main[6] », centre chirurgical privé, il y accueille de nombreux élèves étrangers.
Il est l’un des fondateurs de la société française de chirurgie plastique, ainsi que du G.E.M., nouvellement nommé société française de chirurgie de la main. Doué d’un grand sens didactique, il déclare : « Je ne suis capable d’apprendre qu’en enseignant[7] ». De réputation mondiale, figure de premier plan de la chirurgie de la main en France, il peut être considéré comme l’un des fondateurs et promoteurs de la chirurgie de la main en France, et grâce à ses travaux et publications un enseignant éminent.
- Jacques Michon (IFSSH.1995). Chirurgien hospitalo-universitaire de Nancy, il s'intéresse à la traumatologie des membres, et plus spécialement du membre supérieur, donc de la main. Il est influencé par deux maîtres, Robert Merle s'Aubigne en orthopédie, et Daniel Morel Fatio en chirurgie plastique. Mais, c'est à partir de 1955 qu'il développera avec Claude Verdan de Lausanne une importante activité dans le domaine de la chirurgie des tendons fléchisseurs. Il fait aussi des travaux sur la suture nerveuse, en utilisant le microscope. Il prône, avec Guy Foucher et Michel Merle, le traitement global et micro chirurgical des lésions en urgence, doctrine qui prendra le sigle de « T.T.M.P. » (traitement tout en un temps avec mobilisation précoce).
En 1976, il réalise avec ses collaborateurs la première replantation d'un membre totalement amputé, grâce à la micro suture de vaisseaux de moins d'un millimètre de diamètre. Il est ainsi amené à créer, dans son service de l'hôpital Jeanne d'Arc à Nancy, le premier service d'assistance-main, qui sera intégré, avec le centre S.O.S. mains de Guy Foucher à Strasbourg, dans la fédération européenne des services d'urgence de la main (F.E.S.U.M)[8]. Créé avec l'aide de Raymond Vilain, elle compte actuellement 56 centres en France.
Il est aussi, avec Raoul Tubiana, Raymond Vilain, Pierre Rabischong et Jacques Duparc, l'un des cinq Fondateurs du G.E.M., dont il sera deux fois président. Il participa pendant plus de dix ans à des conférences d'enseignement organisées à Montpellier avec Pierre Rabischong, Yves Allieu, François Bonnel, Raymond Vilain, Raoul Tubiana et bien d'autres. En 1984. il sera élu membre associé de l'académie de médecine et membre d'honneur de la société américaine de chirurgie de la main.
- Adalbert I. Kapandji (IFSSH.2007). Il effectua la totalité de sa carrière professionnelle, comme chirurgien orthopédiste et chirurgien de la main dans une structure privée, une clinique chirurgicale qu'il créa à Longjumeau dans l'Essonne : la clinique de l’Yvette[9]. Passionné par l'anatomie fonctionnelle, il a enseigné la biomécanique dans des écoles de kinésithérapeutes, ce qui l'a amené à écrire et dessiner trois livres d'anatomie fonctionnelle consacrés au membre supérieur, au membre inférieur, et au rachis–tronc-tête–cou. Traduits en treize langues, l'intérêt de ces ouvrages est leur enseignement essentiellement visuel.
Il a publié de nombreux travaux sur l'anatomie fonctionnelle du membre supérieur et de la main, sur des prothèses articulaires, en particulier la trapezo-métacarpienne, la radio-carpienne et la radio-ulnaire distale, ainsi que plusieurs techniques chirurgicales originales, dont une qui perfectionne une procédure proposée par son père M. Kapandji en 1937, connue sous le nom d'opération de « Sauvé Kapandji ».
Il a institué au sein de la clinique de l'Yvette, un service « urgences mains » qui fait partie du réseau prévention main Île-de-France[10], et qui est membre de la F.E.S.U.M., dont son fils Thierry Kapandji, lui aussi chirurgien de la main, assure la pérennité. Il est membre de la société américaine de chirurgie de la main, membre d'honneur de la société française d'orthopédie et de traumatologie, et membre d'honneur et ancien président de la société française de chirurgie de la main. Il participe encore et intervient dans de nombreux congrès français et étrangers.